# Ida Hiedler

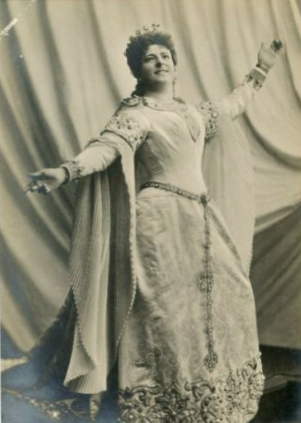
Ida Hiedler als Elisabeth in Tannhäuser

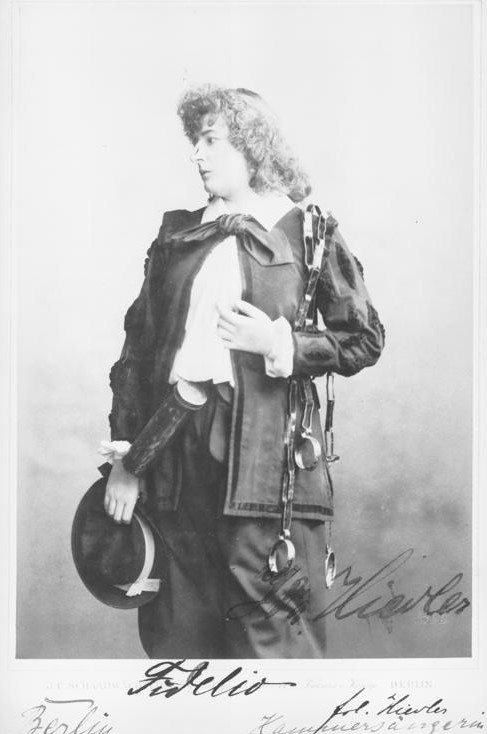
J. C. Schaarwächter: Ida Hiedler als Fidelio

Ida Hiedler (geboren 25. August 1867 in Wien, Österreich-Ungarn; gestorben  18. August 1932 in Berlin) war eine österreichische Opernsängerin im Stimmfach Sopran.

## Leben
Ida Hiedler war die Tochter eines k.k. Beamten. Sie studierte Gesang am Wiener Konservatorium und bei Johannes Ress. Sie ging 1887 nach Berlin und debütierte mit der Margarethe in Fausts Verdammnis. Sie war an der Hofoper Berlin engagiert und wurde in der Zeit zur Königlich Preußischen Kammersängerin ernannt. Hiedler trat in den etwas leichteren Rollen der Wagner-Heroinen wie Elsa, Venus und Elisabeth auf, sowie als Agathe im Freischütz, Rezia im Oberon und Leonore im Troubadour. Ihren Bühnenabschied nahm sie in Berlin 1908 mit der Sieglinde in der Walküre.
Sie sang danach nur noch gelegentlich in Konzerten, arbeitete als Gesangslehrerin und wurde 1910 als Nachfolgerin von Emilie Herzog an die Berliner Königliche Hochschule für Musik verpflichtet.

## Schriften
- Ida Hiedler, in: Fritz Abshoff: Bildende Geister. Bedeutende Komponisten der Gegenwart und Vergangenheit, berühmte Sänger und Sängerinnen, Dirigenten und Musikvirtuosen der Gegenwart in charakteristischen Selbstbiographien, sowie ges. Biographien und Bildern. Band 2. Schöneberg: Oestergaard, 1906, S. 139 (Autobiographischer Lexikonartikel)